# هيلدر (لاعب كرة قدم مواليد 1991)
هيلدر هو لاعب كرة قدم برازيلي في مركز الوسط، ولد في 1 أغسطس 1991 في Nova Canaã do Norte ‏ في البرازيل. لعب مع نادي أنابوليس ‏.

## وصلات خارجية
- هيلدر (لاعب كرة قدم مواليد 1991) على موقع قاعدة بيانات كرة القدم.إي يو (الإنجليزية)
- هيلدر (لاعب كرة قدم مواليد 1991) على موقع Soccerway.com (الإنجليزية)